# Romantik Hotel zur Post

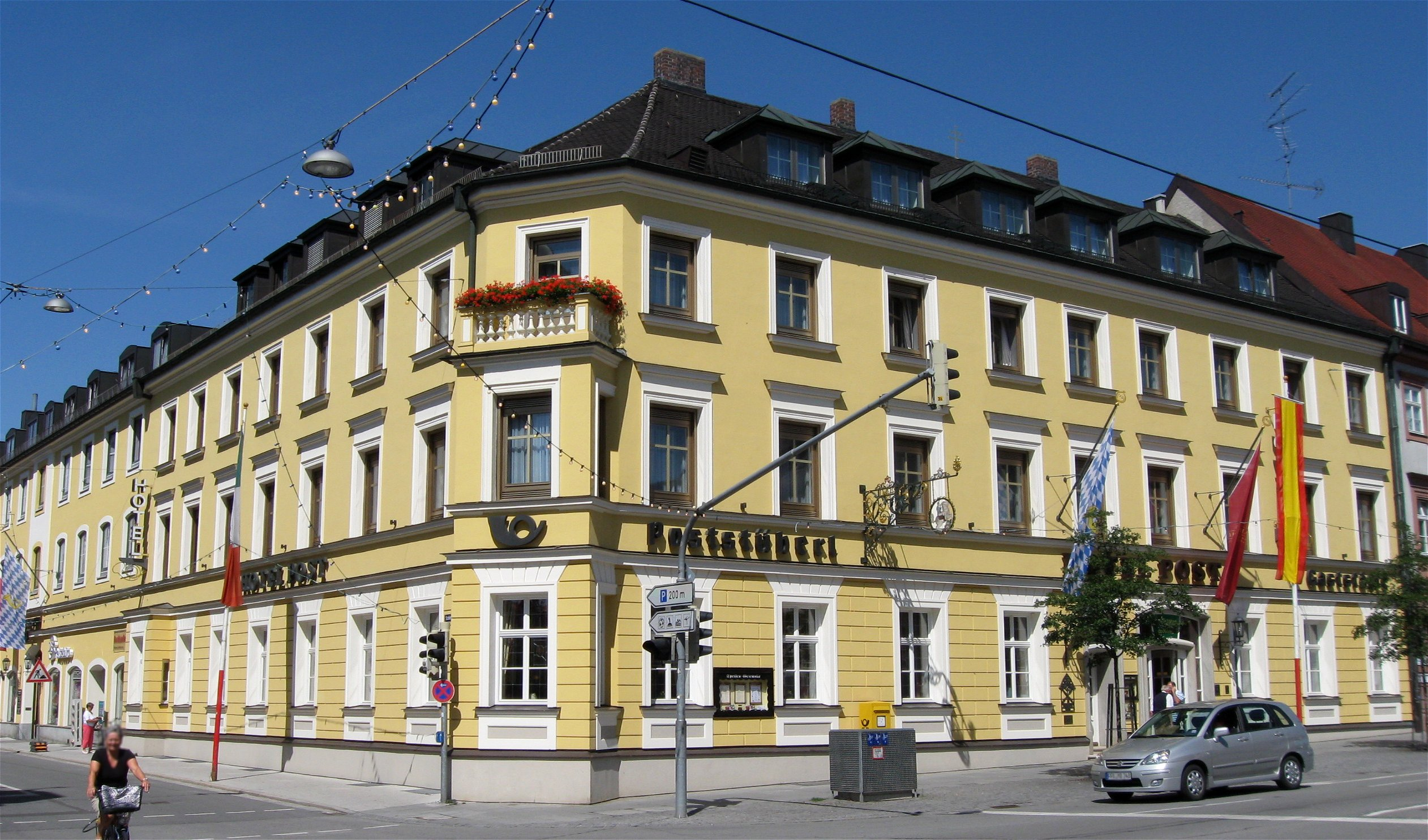
Romantik Hotel Post

Das Romantik Hotel zur Post ist ein traditioneller Gastronomiebetrieb und Baudenkmal an der Hauptstraße in der großen Kreisstadt Fürstenfeldbruck im Westen von München und eine ehemalige Poststation. Das Gebäude und der Betrieb befinden sich im Besitz der Familie Weiß. Es ist das älteste Hotel im Landkreis Fürstenfeldbruck.

## Geschichte
Der Betrieb wurde am 13. Juli 1617 gegründet, als Michael Weiß (1590–1661) das „Moosmüllerische Kramerhaus“ erwarb, auf dessen Grundstück sich heute das Hotel befindet. 1664 wurde dessen Nachfolger Paul Weiß (1645–1708) durch die fürstliche Administration Thurn und Taxis zum Posthalter in Fürstenfeldbruck ernannt, was zusammen mit dem florierenden Weinhandel und Ländereien den geschäftlichen Erfolg der Familie sicherte. Aufgrund von Beschwerden der eingesessenen Gastronomen regelte Kurfürst Maximilian I., dass im Gasthof zur Post nur Wein und kein Bier ausgeschenkt werden durfte.
Im Zuge des Spanischen Erbfolgekrieges wurde das Gebäude durch einen Brand zerstört und von der Familie Weiß neu errichtet; bei dem Feuer ging auch der charakteristische Zwiebelturm verloren. 1790 verlor die Familie den Posthaltervertrag und konnte das Amt des Posthalters trotz Intervention des damaligen Kurfürsten erst einige Jahre später unter der Führung von Johann Ludwig Weiß (1764–1824) wieder zurückgewinnen. Dieser hatte dann gleichzeitig das Amt des Stallmeisters der Reichspost der Residenzhauptstadt München inne und begleitete in dieser Position unter anderem Napoleon auf seinen Reisen. Auch die Brautfahrt der Herzogin und österreichischen Kaiserstochter Marie Louise zur Hochzeit mit dem nämlichen französischen Kaiser wurde von dort organisiert, hierfür wurden dreihundert Pferde vorgehalten.
Im Jahr 1873 wurde das Gebäude als Gastronomiebetrieb umgebaut. Nach Einführung der Eisenbahn in Bayern ging der Familie eine beträchtliche Einnahmequelle verloren, da fortan nur noch Pendelfahrten zwischen der Poststation und den Bahnhöfen Fürstenfeldbruck bzw. Maisach anfielen. 1923 erfolgte die letzte Fahrt einer Postkutsche. Nach dem Zweiten Weltkrieg musste das Gebäude renoviert werden. Im Jahr 2007 erhielt das Haus die Auszeichnung als Vier-Sterne-Hotel.

## Chronik
Im Familienbesitz der Familie Weiß befindet sich ein umfangreiches Archiv der Familiengeschichte und der Geschichte des Hotels in zahlreichen Bänden.